# Ларцев, Сергей Семёнович
Сергей Семёнович Ларцев (11 ноября 1935, Сухуми, Абхазская АССР, СССР — 11 октября 2015, Москва, Российская Федерация) — советский военный лётчик, первый заместитель председателя Московского комитета ветеранов войны, заслуженный военный лётчик СССР.

## Биография
В 1957 г. окончил Омское военное авиационное училище лётчиков, в 1968 г. — Военно-воздушную академию им. Ю. А. Гагарина.
Проходил службу в Дальней авиации на должностях — от помощника командира корабля, до командира тяжёлой бомбардировочной авиационной дивизии. В дальнейшем служил в Главном штабе ВВС. Одним из первых освоил стратегический самолёт-ракетоносец дальней авиации 4-го поколения и переучил на эту машину подчинённых лётчиков. В дальнейшем возглавлял отдел авиации Вооружённых Сил в Государственном авианадзоре СССР.
После увольнения с военной службы занимал должность начальника Центра Государственной регистрации сертификации и лицензирования авиации РОСТО (ДОСААФ). С 2007 г. активно работал в Московском комитете ветеранов войны.
Доктор философских наук. Генерал-майор авиации в отставке.
Похоронен на Ваганьковском кладбище в Москве. 

## Награды и звания
Был награждён орденом «За службу Родине в Вооруженных Силах СССР» III степени и многими медалями.